# 青藤仔
青藤仔（学名：Jasminum nervosum）是木犀科素馨属的植物。分布于印度、老挝、不丹、柬埔寨、台湾、缅甸、越南以及中国大陆的贵州、广东、海南、广西、西藏、云南等地，生长于海拔160米至2,000米的地区，多生在沙地、山坡、灌丛中及混交林中，目前尚未由人工引种栽培。

## 别名
鸡骨香、侧鱼胆、蟹角胆藤（海南） 金丝藤、香花藤（云南）

## 异名
- Jasminum hemsleyi Yamamoto
- Jasminum nervosum Lour. var. elegans (Hemsl.) Chia
- Jasminum nervosum Lour. var. villosum (Levl.) Chia

## 扩展阅读
- 維基物種上的相關：山素英